# American Water Works Company
American Water Works Company (kurz Amwater) ist ein amerikanisches Wasserversorgungsunternehmen mit Sitz in Voorhees, New Jersey. American Water wurde im Jahre 1886 als American Water Works & Guarantee Company gegründet und im Jahre 1947 in American Water Works Company, Inc umbenannt.
Das Unternehmen wurde am 10. Januar 2003 von der RWE aufgekauft und in American Water umbenannt. In 29 US-Bundesstaaten und Kanada hat American Water über 18 Millionen Kunden. Im Oktober 2008 hatte American Water über 7000 Beschäftigte.
American Water wurde am 23. April 2008 zum Börsengang an die New York Stock Exchange gebracht. Danach hält die RWE Aqua Holdings GmbH nur noch 60,5 Prozent von American Water. Am 5. Juni 2009 reduzierte RWE seine Anteile weiter auf eine Minderheitsbeteiligung von 49 %. Ende November 2009 erfolgte der vollständige Ausstieg.